# Olivier Martinaud
Olivier Martinaud, né à Montluçon le 16 septembre 1978, est un acteur et metteur en scène français.

## Biographie
Olivier Martinaud s'est formé au Conservatoire national supérieur d'art dramatique (promotion 2004) dans la classe d’Éric Ruf puis de Joël Jouanneau.
Au cinéma, il tourne notamment sous la direction de Vincent Dietschy (Notre histoire (Jean, Stacy et les autres)), Roberto Andò (Viva la libertà), Christophe Pellet (Seul le feu), Élisabeth Perceval et Nicolas Klotz (Il faut que l’homme s’élance au-devant de la vie hostile), Vincent Dieutre (Toutes les étoiles tombent).
En 2007, il met en scène imbécile, un spectacle musical écrit et composé par Olivier Libaux, créé au Café de la Danse à Paris puis présenté aux Francofolies de La Rochelle, avec Barbara Carlotti, Bertrand Belin, Armelle Pioline et JP Nataf. Il met en espace en allemand Erich von Stroheim de Christophe Pellet à Berlin (2009) puis au Carreau, scène nationale de Forbach et de l'Est Mosellan (2010). Il joue et crée Mes prix littérairesde Thomas Bernhard à La Loge (2012). Il met en scène Les Inquiets et les brutes de Nis-Momme Stockmann au Lucernaire (2015). Il travaille également sur les écritures de Sonia Chiambretto, Federica Iacobelli, Alban Lefranc, Aiat Fayez, Stéphanie Chaillou lors de mises en espace à Théâtre Ouvert, à la MC93 Bobigny, au Théâtre Paris-Villette, à la Scène Thélème, ainsi qu’au festival Actoral. En septembre 2024, il présente à la Villa Médicis une lecture musicale de La Maison de Julien Gracq avec le musicien Nicolas Repac. 
Il enregistre de nombreux textes pour les programmes de France Culture et de France Inter, parmi eux, Les chemins de la philosophie, Pas la peine de crier, Je déballe ma bibliothèque, Sur les docks, L'Atelier de création radiophonique, La Fabrique de l'histoire, Les Grandes traversées, Le Cours de l'histoire, LSD, Une histoire particulière, le Feuilleton et les fictions. Il a notamment interprété Jim Morrisondans une fiction réalisée par Laure Egoroff et La Maison de Julien Gracq dans une réalisation de Benjamin Abitan. Il enregistre également des voix pour Arte, France TV, le Centre Pompidou, Louie Media, le domaine national de Chambord, le Grand Palais, la Cité des sciences et de l'industrie ainsi qu'une vingtaine de livres audio.
Il se produit à l’occasion de lectures au Festival du Livre de Paris, au Marathon des mots (Toulouse), au Festival Un Week-end à l'Est (Paris), à la Fondation Jan Michalski, au Festival de la correspondance de Grignan, au Festival Le Goût des Autres (Le Havre), à la Maison Julien Gracq, au Festival Tandem (Nevers), au Festival Livres dans la boucle (Besançon), au Festival Les Musicades (Romans-sur-Isère), ainsi que dans des musées et des centres d'art comme le Musée d’Orsay, le musée de Grenoble, le Mo.co., le Fonds Hélène et Édouard Leclerc pour la culture (Landerneau), la Cité de la céramique - Sèvres et Limoges (Sèvres), le Musée de la chasse et de la nature (Paris), le Musée Blanche Hoschedé-Monet (Vernon). Il adapte la Correspondance de Claude Monet et de Georges Clemenceau qu'il interprète notamment au Musée Marmottan Monet, au Musée national Clemenceau-De Lattre et au Musée des impresionnismes Giverny. 
Depuis 2018, il forme un tandem avec Joana Preiss ; ils lisent ensemble leurs livres de chevet à la Maison de la Poésie, Dans la chaleur vacante d’André du Bouchet, la Correspondance d’Anaïs Nin et Henry Miller qu’ils adaptent en trois épisodes et les Dialogues entre Marguerite Duras et Jean-Luc Godard, qu'ils lisent également au Festival La Rochelle cinéma et à la Cinémathèque française.
Depuis 2019, il dirige des ateliers de lectures à voix haute à la Maison de la Poésie en collaboration avec des écrivains (Arnaud Cathrine, Olivia Rosenthal, Violaine Schwartz, Marie-Hélène Lafon, Anne Serre, Pauline Delabroy-Allard, Nicolas Mathieu et Colombe Boncenne) ainsi qu'à Points Communs, nouvelle scène nationale Cergy-Pontoise/Val d'Oise (avec Stéphanie Chaillou et Marie-Hélène Lafon).
Il produit des documentaires radiophoniques, Armelle B. (Atelier de création radiophonique, 2009), sélectionné au Festival Longueur d'ondes (Brest), Pères malgré eux, (Sur les docks, 2013), Conflits de loyauté et maladies de la mémoire (Sur les docks, 2016).
Il traduit de l'italien avec Eleonora Ribis la pièce de Federica Iacobelli, Il était de mai, qui paraît en 2009 aux Éditions théâtrales. 
Avec Nils Haarmann, il traduit de l'allemand les pièces de Nis-Momme Stockmann, Si bleue, si bleue, la mer, L'Homme qui mangea le monde et Les Inquiets et les brutes.
Entre novembre 2023 et décembre 2024, il programme des rencontres mensuelles à la Maison des Métallos à Paris autour des transitions sociétales et de l'urgence climatique. Il y invite notamment Camille Étienne, Monique Pinçon-Charlot, Nadia Yala Kisukidi, Sélim Nassib, Bénédicte Bonzi, Guillaume Le Blanc, Antoine Idier, Cy Lecerf Maulpoix, Corinne Morel Darleux, Fredda, Clément Sénéchal, Cédric Durand, Ovidie, Réjane Sénac, Anna Balsamo, Emmanuel Beaubatie et Smith.

## Filmographie

### Cinéma
- 2007 : De la guerre de Bertrand Bonello
- 2008 : Les Herbes folles d'Alain Resnais
- 2008 : Visages de Tsai Ming-liang
- 2010 : Toutes les étoiles tombent, court métrage de Vincent Dieutre
- 2010 : Soixante-trois regards, moyen métrage de Christophe Pellet
- 2012 : Il faut que l'Homme s'élance au-devant de la vie hostile, moyen métrage de Nicolas Klotz
- 2013 : Seul le feu, moyen métrage de Christophe Pellet
- 2013 : Viva la libertà, de Roberto Andò
- 2017 : Bonjour Isabelle, court métrage de Dorothée Levesque
- 2021 : Les premiers jours, court métrage de Thomas Blanchard
- 2022 : John et la République, court métrage de Charlotte Pouyaud
- 2022 : Quartier libre de Christophe Delsaux
- 2022 : Notre histoire (Jean, Stacy et les autres), de Vincent Dietschy

### Télévision
- 2006 : Yves Klein, la révolution bleue de François Lévy-Kuentz, France 5
- 2007 : La Commune de Philippe Triboit, Canal +
- 2008 : R.I.S Police scientifique d'Alain Choquart, TF1
- 2009 : Des gens qui passent d'Alain Nahum, France 2

## Théâtre

### Comédien
- 1998 : Les Frères Karamazov de Fiodor Dostoïevski, mise en scène Jean Gillibert, Lavoir moderne parisien
- 2003 : Atteintes à sa vie de Martin Crimp, mise en scène Joël Jouanneau, Théâtre Ouvert
- 2004 : Les Semelles enfoncées dans l’indécollable existence d'après Stéphane Mallarmé, mise en scène Jean-Marie Patte
- 2004 : Hôtel Fragment 16x7 d'après Martin Crimp et Jon Fosse, mise en scène Gérard Desarthe
- 2005 : La Trilogie de Belgrade de Biljana Srbljanović, mise en scène Christian Benedetti, Théâtre Nanterre-Amandiers, Théâtre-Studio d'Alfortville
- 2010 : La Conférence, de Christophe Pellet, Festival Paris en toutes lettres, Mairie du 11e
- 2010 : Suite française, d'Irène Némirovsky, mise en espace de Claude Aufaure
- 2012 : L'Homme qui mangea le monde de Nis-Momme Stockmann, Festival NAVA (Aude), Le Carreau (scène nationale de Forbach et de l'Est mosellan), Le Consortium (Dijon), L'Échangeur (Bagnolet)
- 2012 : Mes prix littéraires de Thomas Bernhard, La Loge (Paris)
- 2014 : Mes prix littéraires de Thomas Bernhard, Lucernaire, Festival au Village (Brioux sur Boutonne), L'Onde (Vélizy-Villacoublay), La Passerelle (scène nationale de Saint-Brieuc), La Scène Thélème (Paris)
- 2016 : L’amour la gueule ouverte, d’Alban Lefranc, Théâtre Ouvert, TU-Nantes, La Scène Thélème (Paris)
- 2018 : Dans la chaleur vacante, d’André du Bouchet, Maison de la Poésie
- 2018 : Le Bruit du monde de Stéphanie Chaillou, mise en voix MC93 Bobigny, Festival Actoral
- 2019 : Correspondance d’Anaïs Nin et de Henry Miller, Marathon des mots, Maison de la Poésie, Fondation Thalie (Bruxelles), Studio Raspail (Paris)
- 2019 : Lettres de Le Corbusier, lecture au Festival de la correspondance de Grignan, Bibliothèque nationale suisse (Berne)
- 2020 : Huysmans dans la Pléiade, textes de Joris-Karl Huysmans, Musée d'Orsay
- 2020 : Duras en toutes lettres, textes de Marguerite Duras, adaptation et mise en voix Arnaud Cathrine, Festival Tandem (Nevers)
- 2020 : Correspondance d'Alberto Giacometti à ses parents, lecture filmée à la Fondation Giacometti
- 2021 : Un bref instant de splendeur de Ocean Vuong, lecture à la Maison de la Poésie
- 2021 : L'Adieu au paysage de Stéphane Lambert, lecture au Musée des impressionnismes Giverny, au Musée de Grenoble
- 2022 : Festival du livre de Paris, lecture de 669 d'Éric Giacometti & Jacques Ravenne au Petit Palais
- 2023 : Festival du Livre de Paris, lectures lors de rencontres avec Dominique Bona, Jonathan Coe, Daniel Pennac, Alessandro Barbaglia, Laurent Gaudé, Christophe Ono-dit-Biot, Eric-Emmanuel Schmitt, Philippe Claudel, Edgar Morin, Giuliano Da Empoli, Franz-Olivier Giesbert, Marc Levy, Pierre Assouline, Dany Laferrière, Didier Decoin, Raphaël Enthoven, Vincent Ravalec, Frédéric Beigbeder, Étienne de Montety, au Grand Palais Éphémère et à la Maison de la Poésie
- 2023 : L'Air et les songes de Gaston Bachelard, lecture au Château royal de Collioure, Petit festival de la Côte Vermeille
- 2023 : Iphigénie, d'après Euripide, mise en espace Razerka Ben Sadia-Lavant, rôle Ménélas, Petit festival de la Côte Vermeille
- 2023 : Le Temps est une mère d'Ocean Vuong, lecture à la Maison de la Poésie
- 2024 : Le Promontoire du songe de Victor Hugo, Nuits de la lecture, Musée de Vernon, accompagné de Myrtille Hetzel au violoncelle
- 2024 : Manouchian par Manoukian, lecture de textes de Missak Manouchian, accompagné au piano par André Manoukian, Maison de la Poésie
- 2021- 2024 : Duras/Godard - Dialogues, mise en voix Arnaud Cathrine, Maison de la Poésie, Festival La Rochelle Cinéma, Cinémathèque française
- 2024 : Poèmes d'Hélène Révay, Maison de la Poésie
- 2024 : Missak Manouchian, une vie en résistance, récitant, avec Serouj Kradjian au piano et la participation d'Astrig Siranossian, Sandrine Sarroche et Katia Guiragossian,  Festival Les Musicades, Romans-sur-Isère
- 2023 - 2024 : Correspondance Georges Clemenceau - Claude Monet, adaptation et mise en voix, Musée des Beaux-arts de Tours, Musée Marmottan Monet, Maison Clemenceau à Saint-Vincent-sur-Jard, Musée des impressionnismes Giverny, Musée national Clemenceau-De Lattre, Musée de Dreux, Rencontres d’été en Normandie à Houlgate, Musée d’Art moderne et contemporain de Strasbourg
- 2023 - 2025 : La Maison, Julien Gracq, lecture à la Maison de la Poésie, Festival Livres dans la boucle (Besançon), Villa Médicis - Académie de France à Rome, Fondation Jan Michalski

### Metteur en scène
- 2002 : Le Nom de Jon Fosse, Conservatoire national supérieur d'art dramatique
- 2005 : Are my feelings appropriate ? d'après Hervé Guibert, Jeune Théâtre National
- 2008 : Imbécile d'Olivier Libaux, Café de la Danse (Paris), Francofolies de La Rochelle, tournée
- 2009 : Erich von Stroheim de Christophe Pellet, Hamish Morrison Galerie, Berlin, Festival Primeurs, Le Carreau (scène nationale de Forbach)
- 2012 : L'Homme qui mangea le monde de Nis-Momme Stockmann, mise en espace, Festival NAVA (Aude)
- 2012 : Mes prix littéraires de Thomas Bernhard, version 1 avec Claude Aufaure, La Loge (Paris), Le Lucernaire, Festival de Brioux, L'Onde (Vélizy-Villacoublay), version 2 avec Laurent Sauvage, Le Lucernaire, La Passerelle (scène nationale de Saint-Brieuc), La Scène Thélème (Paris)
- 2015 : Les Inquiets et les brutes de Nis-Momme Stockmann, Le Lucernaire
- 2016 : Angleterre, Angleterre, d’Aiat Fayez, mise en voix à Théâtre Ouvert et à la MC93 Bobigny
- 2018 : Si je meurs, de Rupert Brooke, mise en voix au Fonds Hélène et Édouard Leclerc pour la culture (Landerneau)
- 2020 : Voguer de Marie de Quatrebarbes, performance au Festival Le Goût des Autres (Le Havre)

### Assistant à la mise en scène
De 2015 à 2022 : Le Père de Stéphanie Chaillou, mise en scène Julien Gosselin

## Livres audio
- L'Homme invisible de H.G. Wells, éditions Le Livre qui parle, 2017
- Le roi tué par un cochon de Michel Pastoureau, éditions Le Livre qui parle, 2017
- Par amour de Valérie Tong Cuong, éditions Audiolib, 2017
- Petit traité sur l'immensité du monde de Sylvain Tesson, éditions Le Livre qui parle, 2017
- Les Loyautés de Delphine de Vigan, éditions Audiolib, 2018
- Cadres noirs de Pierre Lemaitre, éditions Le Livre qui parle, 2018
- L'Enchanteur de René Barjavel, éditions Le Livre qui parle, 2018
- Les Fils d'Odin de Harald Gilbers, Sixtrid Éditions, 2019
- Le Monde d'hier de Stefan Zweig, éditions Le Livre qui parle, 2019
- Le Voyageur des Bois d'en Haut de Jean-Guy Soumy, Sixtrid Éditions, 2020
- Derniers jours à Berlin de Harald Gilbers, Sixtrid Éditions, 2020
- Tant qu'il y aura des cèdres de Pierre Jarawan, Le Livre qui parle, 2020
- La Vengeance de cendres de Harald Gilbers, Sixtrid Éditions, 2021
- Rue Sans-Souci de Jo Nesbø, Écoutez lire - Gallimard, 2021
- Le Sauveur de Jo Nesbø, Écoutez lire - Gallimard, 2021
- Le Léopard de Jo Nesbø, Écoutez lire - Gallimard, 2021
- L'Apocalypse heureuse de Stéphane Lambert, Multisonor, 2022
- Éclipse totale de Jo Nesbø, Écoutez-lire - Gallimard, 2023
- Rat Island de Jo Nesbø, Écoutez-lire - Gallimard, 2024
- La Cité aux murs incertains de Haruki Murakami, Lizzie, 2025
- Tous les silences ne font pas le même bruit de Baptiste Beaulieu, Audiolib, 2025

## Distinctions

### Décoration
- 2022 :  Chevalier de l'ordre des Arts et des Lettres (arrêté du 15 avril 2022)[16]